# Kamienica Pod Czerwonym Jagniątkiem we Wrocławiu
Kamienica Pod Czerwonym Jagniątkiem dawniej Farbiarnia Reńska – barokowa kamienica znajdująca się na ulicy Psie Budy 12/13. we Wrocławiu.

## Historia i opis architektoniczny

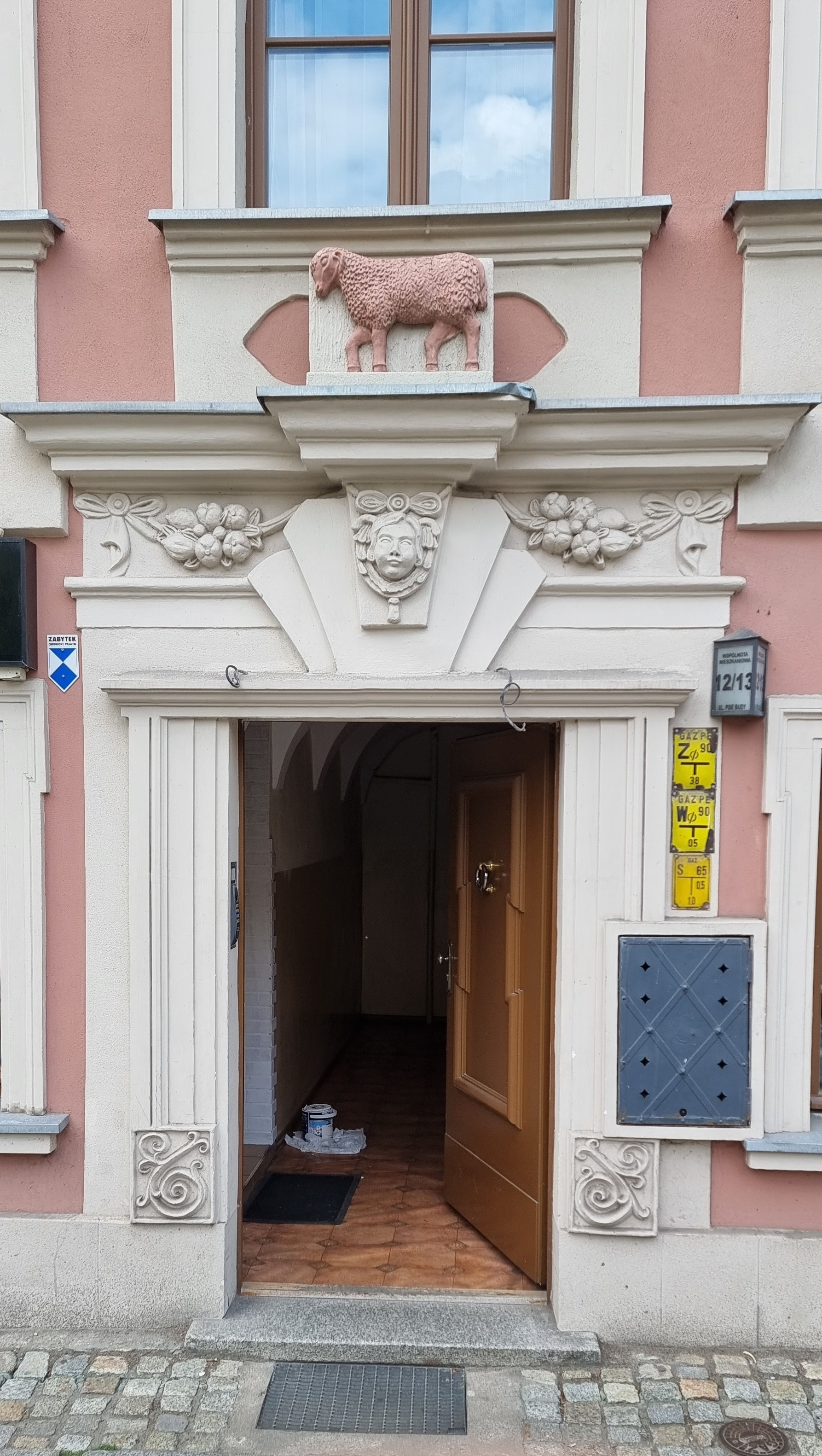
Portal wejściowy po renowacji

Kamienica murowana została wzniesiona w latach siedemdziesiątych XVII wieku (Aleksandra Bek określa wzniesienie kamienicy na połowę XVII wieku) w miejsce wcześniejszego budynku. Jest to trzykondygnacyjna, trzytraktowa kalenicowa kamienica o pięcioosiowej fasadzie podzielonej pasowymi gzymsami międzykondygnacyjnymi, na których umieszczono podokienne cokoły przyozdobione lustrami różnej wielkości. Wokół okien umieszczono uszakowe opaski. W środkowej osi znajdował się portal, który osadzony był wraz ze starszymi renesansowymi elementami, m.in. profilowanymi od 1/3 wysokości węgarami z elementami roślinnej ślimacznicy u nasady profili. Nad nadprożem znajdował się gzyms z fryzem i dekoracją przedstawiającą zawieszone na wstęgach girlandy owoców. Fryz połączony był wydatnym zwornikiem w formie wachlarzowato skomponowanego klucza, w którym umieszczono płaskorzeźbę przedstawiającą kobiecą głowę ozdobioną festonem. Nad zwornikiem umieszczono plakietę z wyobrażeniem godła domu. Portal kamienicy został uwieczniony na grafice autorstwa Heinricha Mützela wykonanej w 1825 roku. Skrzydła drzwiowe miały bogate snycerskie dekoracje datowane na 1670 rok.
W 1895 roku kamienica została przebudowana, zmianom zostały poddane głównie wnętrza budynku.  

## Po 1945 roku
Po działaniach wojennych w 1945 roku kamienica została odbudowana w latach 1958–1961 według projektu Stanisława Koziczuka. Zmieniono wówczas ponownie układ wnętrz oraz połączono ją z sąsiednią kamienicą nr 12. W 2019 roku kamienica przeszła gruntowny remont; została odnowiona elewacja oraz przywrócono dawne godło budynku usunięte w okresie powojennej odbudowy. 